# シュノイキスモス
シュノイキスモス（シノイキスモスとも、古希: συνοικισμóς）とは、歴史学の用語で、古代ギリシア特有の国家形態である「ポリス」が、村落の合併により生まれた過程を指す言葉。日本語では集住（しゅうじゅう）と訳される。
語源は、古代ギリシア語で「ともに」を意味する前置詞「シュン」と、「家」を意味する名詞「オイコス」からなる複合語である。
この言葉はトゥキュディデス『戦史』やプルタルコス『英雄伝』に見られる。両書によれば、アテナイ初期の王テセウスが、アテナイ一帯（アッティカ地方）の村落を合併させて（すなわち集住させて）、アテナイのポリスを生み出した。ただし両書のあいだでニュアンスに違いがあり、プルタルコスの場合は物理的に移住させたのに対し、トゥキュディデスの場合は評議所や役所を合併させた（国制統合、シュンポリテイア）とされる。このテセウスの事績は後世「シュノイキア祭」として祝われた。現代の学界では、実際はテセウスの事績でなく、前8世紀ごろまでに徐々に起こったと推定される。
アテナイやスパルタでは前8世紀ごろ（暗黒時代の終わり、アルカイック期の始まり）までに起こったのに対し、エリスやロクリス、ロドス、マンティネイアでは前5世紀から前4世紀（アルカイック期から古典期）に起こった。
対義語は「ディオイキスモス」（分住）で、マンティネイアが戦争に敗れ解体されるときに起こった。
20世紀末から21世紀の学界では、従来の「アテナイ中心史観」的なポリス像の再検討が進んでいる。そのなかで、集住を経ていないポリスもあったこと、集住をせずに村落結合体（エトノス）として栄えた地域もあったこと、などが指摘されている。